# Nikolai Alfredowitsch Platé

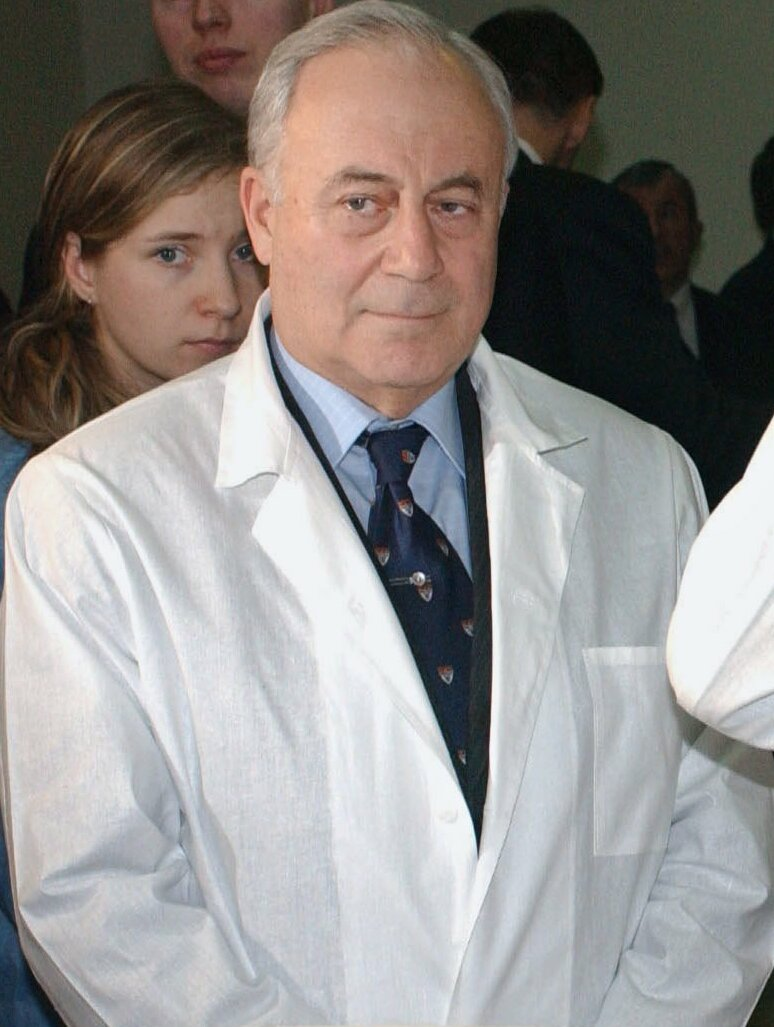
2004

Nikolai Alfredowitsch Platé (russisch Николай Альфредович Платэ; * 4. November 1934 in Moskau; † 16. März 2007 ebenda) war ein russischer Chemiker, Polymerchemiker und Hochschullehrer.

## Leben
Platé war der Sohn Alfred Felixowitsch Platés, Chemie-Professor an der Lomonossow-Universität Moskau (MGU), und seiner Frau Raisa Nikolajewna geb. Selinskaja, Künstlerin, und Enkel des Chemikers N. D. Selinski. Platé schloss 1951 die Moskauer Mittelschule Nr. 110 ab. Anschließend studierte er Chemie an der MGU mit Abschluss 1956. Darauf wurde er Junior-Wissenschaftler am dortigen Lehrstuhl für Polymerchemie unter W. A. Kargin, wie auch W. A. Kabanow und N. F. Bakejew. 1956 heiratete Platé seine Studienkollegin Natalja Wassiljewna Schachowa. 1959 wurde ihr Sohn Alexei und 1972 ihre Tochter Jekaterina geboren. 1960 wurde Plate Dozent am Lehrstuhl für Polymerchemie der MGU. 1961 wurde er zum Kandidaten der Chemischen Wissenschaften promoviert.
1963 wechselte Platé als Senior-Wissenschaftler zum Institut für Petrochemie-Synthese (jetzt Toptschijew-Institut für Petrochemie-Synthese) der Akademie der Wissenschaften der UdSSR (AN-SSSR) und leitete dort die Gruppe für Polymer-Modifikationen. 1967 wurde er zum Doktor der Chemischen Wissenschaften promoviert. Seit 1971 gehörte er zu den Herausgebern der russischen Fachzeitschrift Polymere. Ab 1985 lehrte er zusätzlich als Professor am Lehrstuhl für Polymer-Chemie der MGU. Im gleichen Jahr wurde er Direktor des  Toptschijew-Instituts für Petrochemie-Synthese und blieb es bis zu seinem Tode.
Platé war 1973–1987 ordentliches Mitglied der Makromolikülchemie-Kommission der International Union of Pure and Applied Chemistry (IUPAC). 1974 wurde er Korrespondierendes Mitglied der AN-SSSR. 1980 bis zu seinem Tode war er Mitglied der Selinski-Preis-Jury der AN-SSSR bzw. der Russischen Akademie der Wissenschaften (RAN). 1987 wurde er Vollmitglied der AN-SSSR. Seit 1995 war er Mitglied der Kommission der Russischen Föderation für UNESCO-Angelegenheiten. Er war auswärtiges Mitglied der Tadschikischen Akademie der Wissenschaften, der Ukrainischen Akademie der Wissenschaften und der Kasachischen Akademie der Wissenschaften. 2001 wurde er Vizepräsident der RAN. Er war Mitglied des Präsidiums des Russischen Pugwash-Komitees der Pugwash Conferences on Science and World Affairs sowie der Academia Europaea.
Platé entwickelte eine quantitative Theorie der Reaktionsfähigkeit funktionaler Polymer-Gruppen als Grundlage für die Modifikation von Polymer-Materialien. Er entdeckte die Flüssigkristallpolymere mit mesogenen Gruppen, was zu einer neuen Generation von Flüssigkristallpolymeren und Verbundwerkstoffen für Anwendungen in der Optik und Elektronik führte. Auch entwickelte er Polymere für medizinisch-biologische Anwendungen: selektiv-absorbierende Materialien für die Entgiftung des menschlichen Organismus und biokompatible Polymerwerkstoffe für Prothesen, Organe und Gewebe. Unter seiner Führung konnte für die Behandlung von Zuckerkrankheit eine neue Darstellungsform von Insulin für die Verabreichung ohne Injektion entwickelt werden, die erfolgreich klinisch erprobt wurde.
2005 heiratete Platé Olga Nikolajewna Emanuel, Tochter seines älteren Akademie-Kollegen Nikolai Markowitsch Emanuel. Platés Grab befindet sich auf dem Moskauer Nowodewitschi-Friedhof.

## Ehrungen
- Jubiläumsmedaille „Zum Gedenken an den 100. Geburtstag von Wladimir Iljitsch Lenin“
- Ehrenzeichen der Sowjetunion (1975)
- W. A. Kargin-Preis (1981)
- Orden der Völkerfreundschaft (1984)
- Staatspreis der UdSSR (1985)
- Medaille „Veteran der Arbeit“ (1989)
- Lebedew-Preis der AN-SSSR (1995)
- Verdienstorden für das Vaterland IV. Klasse (1995), III. Klasse (2009) und II. Klasse (2005)[6]
- Staatspreis der Russischen Föderation (2002)[7]
- Ritter der Ehrenlegion[1]
- Ritter des Ordre des Palmes Académiques (2002)
- Verdienstorden der Republik Polen
- Ehrendoktor der Universität für Humanität und Sozialwissenschaften St. Petersburg (2005)
- W. I. Wernadski-Goldmedaille (2006)